# 니야매딘 파샤예프
니야매딘 바기프 오글루 파샤예프(아제르바이잔어: Niyaməddin Vaqif oğlu Paşayev, 1980년 5월 1일~)는 아제르바이잔의 태권도 선수이다. 2004년 하계 올림픽 남자 페더급에 참가했고 세계 선수권 대회에서 금메달 1개, 동메달 1개, 유럽 선수권 대회에서 금메달 2개, 동메달 1개를 획득했다.